# Áed Sláine
Áed Sláine mac Diarmato  est un Ard ri Érenn conjoint, qui régna sur l'Irlande de 598 à 604. Il est une des identifications possible de l' « Aid» du Baile Chuinn Chétchathaig

## Origine
Áed Sláine était le fils de Diarmait mac Cerbaill († 565) et de Mugain, fille Conchrad (ou Conrí) mac Duach
Il appartenait aux Uí Neill du sud. Son surnom de « Sláine » est à rapprocher du site ecclésiastique de Slane sur la rivière Boyne dans l'actuel Comté de Meath.
Il est l'ancêtre éponyme du Síl nÁedo Sláine (c'est-à-dire le sept d' Áed Sláine), une dynastie installée autour de Knowth et Lagore. Pendant quelques générations le Síl nÁedo Sláine est régulièrement en position d'imposer sa souveraineté aux autres dynasties  Uí Néill, mais après le milieu du VIIIe siècle il est éclipsé par ses rivaux Uí Néill du sud, le  Clan Cholmáin, qui trace son lignage du frère d'Áed Sláine, Colmán Mór († 555 ou 558). Dans deux des entrées des chroniques d'Irlande se refférant à Áed Sláine il semble d'ailleurs en conflit avec les descendants de son frère. Un troisième frère, Colmán Bec († 587), donne naissance à une dynastie secondaire.
Un conte médiéval favorable au Síl nÁedo Sláine, bien que composé des siècles après l'époque d'Áed, décrit sa naissance. Sa mère devient enceinte en buvant de l'eau bénite et porte  un agneau. Elle se trouve de nouveau enceinte de la même façon et donne naissance à un poisson (les deux animaux étant des symboles du Christ). La troisième fois, elle donne naissance à  Áed Sláine. De lui Saint Finnian prophétise, qu'il « dépassera ses frères et que plus de rois seront issus de lui que de tout autre ».

## Règne
La vie de saint Columba, composée vers 700 Adomnan d'Iona, évoque une prophétie faite par saint Columba à son sujet. Le saint avertit Áed qu'il ne doit jamais commettre de meurtre envers l'un de ses parents, de peur de perdre la prérogative de la royauté de toute l'Irlande qui lui avait été prédestinée par Dieu. En cas de crime il ne conserverait qu'une partie du royaume de son père, et pour peu de temps:
« tu dois faire attention, mon fils, à ne pas perdre, en commettant le péché de parricide, la prérogative de la monarchie sur le royaume de toute l'Irlande, prédestinée pour toi par Dieu. En effet si un jour tu commets ceci, tu ne jouiras pas du royaume entier de ton père mais d'une partie de celui-ci, dans ta propre gens, et pour un temps bref »
— Vie de Colomba,§ I.14
En dépit de cette  injonction, Áed tue son neveu Suibne mac Colmáin, le fils de Colmán Mór. Alors que la mise en garde du saint est un lieu commun hagiographique, le meurtre est une certitude c'est même le seul événement retenu par les chroniques d'Irlande du règne d'Áed Sláine ; le meurtre de son neveu Suibne mac Colmán Mór, rival du Clan Cholmáin des Uí Neil qui régnait sur le royaume de Mide. Dans les mêmes annales, quatre ans plus tard, l'annaliste indique la mort d'Áed Sláine et de Colmán Rímid, un membre du Cenél nEógain, et ajoute que « Ils régnaient à Tara à la même époque avec un égal pouvoir ». Adomnán semble avoir compris que le règne conjoint des deux rois avait commencé avec la mort de Suibne, car il dit qu'Áed, en accomplissement de la prophétie de Columba, règne sur sa portion du royaume seulement quatre ans et trois mois. Les listes royales, mal à l'aise avec le concept d'un interrègne lui allouent généralement un règne conjoint de six ou sept ans avec Colmán Rímid, commençant évidemment à la date du décès précédent roi de Tara ou Ard ri Erenn, Áed mac Ainmerech.
Les règnes conjoints à Tara sont fréquents aux VIe et VIIe siècles, mais à toutes les autres occasions les co-souverains étaient membres de la même dynastie, alors qu'Áed Sláine et Colmán Rímid sont non seulement de dynasties différentes mais ayant le centre de leurs pouvoirs établis dans des régions opposées des territoires régis par les Uí Néill. La plus ancienne liste des rois de Tara le, Baile Chuinn Chétchathaig, composé approximativement à la même époque que la vie de Colomba, n'a pas connaissance d'un règne conjoint d'Áed Sláine ni de Colmán Rímid, son « Áid, glorieux champion » doit se référer à leur prédécesseur, Áed mac Ainmerech, ou à leur successeur, Áed Uaridnach. Cependant ce texte est habituellement réticent d'admettre les règnes conjoints dans ses schémas. Bien que  Adomnán semble avoir considéré  la période 600–04 comme une division du territoire plus que comme un partage du pouvoir, le concept de règnes conjoints est confirmé par l'entrée des annales d'Ulster de l'année 604 et par les témoignages des Listes royales postérieures, et Áed Sláine doit être vu avec justesse comme un roi de Tara.
Son meurtre en 604, à Lough Sunderlin, dans le comté de Westmeath, commis par (ou au nom de) Conall mac Suibni, le fils de  Suibne tué par Áed Sláine en 600 bien qu'il comporte à l'évidence un élément de vengeance, est aussi la conséquence d'une lutte sauvage pour la suprématie dans la région de Mide, car le même jour est tué également le roi de Leinster de la dynastie Uí Fhailgi, qui était sans doute un allié d'Áed Sláine contre le lignage de Colmán Mór.

## Le Síl nÁedo Sláine
L’importance d’Áed Sláine est surtout liée à sa postérité, les Síl nÁedo Sláine, qui régna sur le royaume de Brega jusqu'au XIIe siècle et s’opposa aux descendants de Colmán Mór, le Clan Cholmáin
Síl nÁedo Sláine fournit cinq Ard ri Érenn avant d’être écarté par son rival en 728 :
- Diarmait Ruanaid et Blathmac mac Áedo, co-Ard ri Érenn, morts en 665 ;
- Fínnachta Fledach, mort en 695 ;
- Fógartach mac Neill, mort en 724 ;
- Cináed mac Írgalaig mort en 728.

Seul Congalach Cnogba, mort en 956, peut recouvrer au Xe siècle le titre d’Ard ri Érenn.

## Unions et postérité
Áed Sláine épousa successivement 
1) Flann ou Lann dont :
- Conall Laeg Breg, mort en 612[9]
- Blathmac, co-Ard ri Érenn, mort en 665

2) Eithne, fille de Brénainn Dall Commaincne Cuile Tolad, dont :
- Congal mac Áedo Sláine, roi de Brega, tué en 634[10]
- Máel Bressail
- Diarmait Ruanaid, co-Ard ri Érenn, mort en 665
- Máel Odar, père de Cerball (mort en 694).
- Ailill Cruitire dit « le Harpiste », ancêtre du Fir Chúl Breg, tué en 634[10]
- Dúnchad, roi de Brega, mort en 659[11]

## Sources
- (en) Edel Bhreatnach, Editor Four Courts Press for The Discovery Programme Dublin (2005)  (ISBN 1851829547) The kingship and landscape of Tara. Le Síl nÁedo Sláine Table 4 pages 356 & 347.
- (en) Pilip Irwin, « Áed Sláine mac Diarmata (d. 604) », Oxford Dictionary of National Biography, Oxford University Press, 2004.
- (en) Dictionary of Irish Biography article de Ailbhe Mac Shamhrain, Áed Sláine
- (en) Gearóid Mac Niocaill, Ireland before Vikings, Dublin, Gill & Macmillan, 1972, 172 p., p. 46,82,91,96,109